# China 117 Tower
China 117 Tower (chiń. 高银金融117; pinyin Gāoyín Jīnróng 117) – budowany wieżowiec w Tiencinie, w Chinach. Budowa zaczęła się w 2008 roku. Do 2020 roku wieżowiec osiągnął wysokość 597 metrów do dachu i miał 117 kondygnacji.